# Albatros reial septentrional
L'albatros reial septentrional (Diomedea sanfordi) és un gran ocell marí de la família dels diomedeids (Diomedeidae). Antany era considerat una subespècie de l'albatros reial, però estudis genètics de principis de 1998 han conduït al reconeixement d'ambdós tàxons com espècies de ple dret. Aquesta divisió és àmpliament acceptada, i consta en la classificació de BirdLife International i del Congrés Ornitològic Internacional (versió 2.8, 2011). És un ocell d'hàbits pelàgics que cria a les illes Chatham, a les illes Auckland i a la península d'Otago, a l'illa del Sud de Nova Zelanda.